# Copris gracilis
Copris gracilis là một loài bọ cánh cứng trong họ Bọ hung (Scarabaeidae).